# Ameesha Patel
Ameesha Patel (Bombay, 9 juni 1975) is een Indiase actrice die voornamelijk in Hindi films speelt.

## Biografie
Patel maakte haar debuut in 2000 met de kaskraker Kaho Naa... Pyaar Hai, na een reeks succesvolle films belandde haar carrière in een dip na 2002.
In 2011 startte ze haar eigen bedrijf op, Ameesha Patel Productions, waarmee ze haar eerste film uitbracht Desi Magic, die vertoond werd op een evenement in 2013, en nog theatraal moet worden uitgebracht. Ameesha is de zus van acteur Ashmit Patel.

## Filmografie
| Jaar | Film                            | Rol                    | Opmerking                         |
| ---- | ------------------------------- | ---------------------- | --------------------------------- |
| 2000 | Kaho Naa... Pyaar Hai           | Sonia Saxena           |                                   |
| 2000 | Badri                           | Sarayu                 | Telugu film                       |
| 2001 | Gadar: Ek Prem Katha            | Sakeena                |                                   |
| 2001 | Yeh Zindagi Ka Safar            | Sarena Devan           |                                   |
| 2002 | Kranti                          | Sanjana Roy            |                                   |
| 2002 | Kya Yehi Pyaar Hai              | Sandhya Patil          |                                   |
| 2002 | Aap Mujhe Achche Lagne Lage     | Sapna                  |                                   |
| 2002 | Humraaz                         | Priya                  |                                   |
| 2002 | Yeh Hai Jalwa                   | Sonia Singh            |                                   |
| 2003 | Pudhiya Geethai                 | Jo                     | Tamil film                        |
| 2003 | Parwana                         | Pooja                  |                                   |
| 2004 | Suno Sasurjee                   | Kiran Saxena           |                                   |
| 2004 | Naani                           | Priya                  | Telugu film                       |
| 2005 | Vaada                           | Pooja Sharma / Varma   |                                   |
| 2005 | Elaan                           | Priya                  |                                   |
| 2005 | Zameer: The Fire Within         | Pooja Khanna / Chauhan |                                   |
| 2005 | Narasimhudu                     | Subba Lakshmi          | Telugu film                       |
| 2005 | Mangal Pandey: The Rising       | Jwala                  |                                   |
| 2006 | Mere Jeevan Saathi              | Anjali                 |                                   |
| 2006 | Humko Tumse Pyaar Hai           | Durga                  |                                   |
| 2006 | Teesri Aankh: The Hidden Camera | Ammu                   |                                   |
| 2006 | Tathastu                        | Sarita Rajput          |                                   |
| 2006 | Ankahee                         | Nandita Saxena         |                                   |
| 2006 | Aap Ki Khatir                   | Shirani Khanna         |                                   |
| 2007 | Honeymoon Travels Pvt. Ltd.     | Pinky Kapoor           |                                   |
| 2007 | Heyy Babyy                      |                        | in nummer "Heyy Babyy"            |
| 2007 | Bhool Bhulaiyaa                 | Radha                  |                                   |
| 2007 | Om Shanti Om                    |                        | in nummer "Deewangi Deewangi"     |
| 2008 | Thoda Pyaar Thoda Magic         | Malaika                |                                   |
| 2011 | Parama Veera Chakra             | Rajni                  | Telugu film                       |
| 2011 | Chatur Singh Two Star           | Sonia Varma            |                                   |
| 2013 | Race 2                          | Cherry                 |                                   |
| 2013 | Shortcut Romeo                  | Monica                 |                                   |
| 2017 | Aakatayi                        |                        | Telugu film, nummer "Ammammo Ela" |
| 2018 | Bhaiaji Superhit                | Mallika Kapoor         |                                   |
| 2023 | Gadar 2                         | Sakeena Ali Singh      |                                   |
| 2023 | Mystery of the Tattoo           | Chitra Devi            | gastoptreden                      |
| 2024 | Tauba Tera Jalwa                | Laila Khan             |                                   |